# Tudor Vladimirescu (Galați)
Tudor Vladimirescu è un comune della Romania di 5 433 abitanti, ubicato nel distretto di Galați, nella regione storica della Moldavia.